# Калниньш, Андрис
Андрис Калниньш (латыш. Andris Kalniņš, 1 января 1956 года, Яунелгава) — полковник латвийской армии в отставке. Советник президента Латвии по военным вопросам. Начальник отдела по борьбе с терроризмом службы безопасности (1992 год). Начальник службы безопасности президента Латвии (1997 год). Начальник департамента J-2 Штаба Национальные вооружённые силы Латвии (1999 год). С 27 марта 2003 года по 11 января 2010 года командир военной полиции. С 30 июня 2010 по 10 мая 2011 года ректор Национальной академии обороны Латвии.
Командор ордена Виестура (2008 год). 